# Dorothy Gale
Dorothy Gale é uma personagem fictício, heroína nos Livros de Oz escritos pelo autor americano L. Frank Baum. Dorothy aparece pela primeira vez no clássico infantil de Baum The Wonderful Wizard of Oz (1900) e reaparece em muitas outras sequências. Ela também é a protagonista no clássico filme de 1939, uma adaptação do livro.
Em livros posteriores, Oz torna-se mais familiar para ela do que sua terra natal do Kansas. Dorothy, eventualmente, vai morar em um apartamento no palácio das Cidade das Esmeraldas, mas apenas depois de sua Tia Em e Tio Henry irem juntos, mudando-se para uma fazenda nos arredores, após não conseguirem pagar a hipoteca de sua casa no Kansas em The Emerald City of Oz (1910). Em The Road to Oz (1909) é revelado que a melhor amiga de Dorothy, Princesa Ozma, fez dela uma princesa de Oz.

## Os livros clássicos
Nos livros de Oz, Dorothy Gale é uma órfã criada pela sua Tia Em e Tio Henry, na paisagem desolada do Kansas. Qual dos tios é o parente de sangue da Dorothy não é claro. Tio Henry faz referência à mãe de Dorothy em The Emerald City of Oz, possivelmente uma indicação de que Henry é o parente de sangue de Dorothy. Junto com seu pequeno cão preto Totó, Dorothy é levada por um tornado para a Terra de Oz e, assim como Alice de Alice no País das Maravilhas, eles entram em um mundo alternativo cheio de criaturas falantes. Seu vestido azul e branco icônico é admirado pelos Munchkins, porque azul é a sua cor favorita e branco é usado apenas por bruxas boas e feiticeiras, o que indica a eles que Dorothy é uma bruxa boa.
Dorothy tem uma personalidade franca e corajosa, demonstrando nenhum medo quando ela bateu no Leão Covarde e organizou uma missão de resgate para seus amigos em Winkie, quando eles foram desmembrados pelos macacos alados. Ela não tem medo de irritar a Bruxa Má do Oeste: quando a bruxa roubou um dos sapatos de Dorothy, está em retaliação lançou um balde de água sobre ela, não sabendo que água foi fatal para a bruxa. Dorothy bate de frente e rejeita á ameaça da princesa Langwidere de levar sua cabeça para sua coleção. Este aspecto da sua personalidade foi um pouco diminuído quando ela virou companheira de Ozma, e Baum preferiu representar ela em maior nível de sabedoria e dignidade.
Dorothy tem vários outros animais, incluindo seu gatinho branco/rosa/roxo, Eureka. Popular nas palavras cruzadas é vaca de Dorothy, Imogene, presente no musical de 1902 e implicitamente no filme de 1910. O romance de Eric Shanower, The Giant Garden of Oz, apresenta uma vaca chamada Imogene. 
No sexto livro de Oz por Baum, The Emerald City of Oz (1910), tio Henry e tia Em são incapazes de pagar a hipoteca da nova casa construída no final de O Mágico de Oz e Dorothy leva-los para viver em Oz; a trama apresenta um passeio na terra utópica onde escapam dos problemas no Kansas. Ela torna-se princesa de Oz e "companheira" de Ozma, essencialmente se casando com a rainha.
Dorothy é um personagem regular, tendo pelo menos uma participação especial nos treze dos quatorze livros de Oz escritos por L. Frank Baum (enquanto Dorothy não aparece em The Marvelous Land of Oz, ela é mencionada várias vezes pela história, como era suas ações em o Mágico de Oz que levou aos eventos da sequência) e é uma figura frequente nos livros de Ruth Plumly Thompson, recebendo pelo menos uma participação especial em todos, exceto o Captain Salt in Oz (onde nem Oz e qualquer de seus habitantes aparecer, embora eles são mencionados). As principais aparições subsequentes por Dorothy no "Quarenta Famosos" estão em The Lost Princess of Oz, Glinda of Oz, The Royal Book of Oz, Grampa in Oz, The Lost King of Oz, The Wishing Horse of Oz, Ozoplaning with the Wizard of Oz, e The Magical Mimics in Oz. A maioria dos outros livros se concentram em diferentes crianças, alguns Ozites ou reinos vizinhos, e como tal, suas aparições tornaram-se cada vez mais limitadas. Em The Magical Mimics in Oz (1946), Ozma coloca Dorothy no trono de Oz, enquanto visita as fadas da rainha Lurline.
A mágica de Oz mantém Dorothy jovem. Em The Lost King of Oz (1925), um Caminho do Desejo transporta Dorothy a um set de filmagens em Hollywood, Califórnia. Ela começa a envelhecer muito rapidamente chegando perto dos 29 anos. O Caminho do Desejo leva Dorothy de volta para Oz e restaura-la para seu eu mais jovem, porém ela percebe que seria imprudente nunca mais voltar para o mundo exterior. Baum nunca afirma a idade de Dorothy, mas em The Lost Princess of Oz, ele diz que Dorothy é um ano mais nova que Betsy Bobbin, e um ano mais velha do que Trot, cuja idade foi especificada como 10 por Ruth Plumly Thompson em The Giant Horse of Oz.
Os livros de Thompson mostram uma certa intolerância em Dorothy. Em The Cowardly Lion of Oz, Notta Bit More, um palhaço de circo, chega na Cidade das Esmeraldas "disfarçado" como uma bruxa tradicional e sem que ele provoque, Dorothy começa a despejar baldes de água nele (embora ela reagiu dessa maneira pensando que a "bruxa" Notta era seu velho inimigo, a Bruxa Má do Oeste). Em The Wishing Horse of Oz, ela faz comentários desagradáveis sobre a pele escura de Gloma e seus súditos, e assume que eles estão se disfarçando. Este comportamento não é característico de Dorothy nos livros de Baum. Em The Patchwork Girl of Oz, ela é gentil e educada com os negros Tottenhots e aceita que os seus caminhos sejam diferentes daqueles que habitam na Cidade das Esmeraldas.
As sequências autorizadas da Sherwood Smith, The Emerald Wand of Oz e Trouble Under Oz, centram sobre as crianças Dori e Em, que vivem com a sua tia Susan. Todos os três são descendentes indiretos de Dorothy, embora a sua relação específica com ela não é clara.

## Adaptações

### Cinema
Em 1910 L. Frank Baum adaptou seu livro The Wonderful Wizard of Oz em um filme, sendo o primeiro a mostrar a personagem Dorothy Gale nos cinemas, interpretada pela atriz Bebe Daniels. Anteriormente, ela tinha sido apresentada na versão musical de 1902 do O Mágico de Oz, interpretada por Anna Laughlin. Em 1914 L. Frank Baum adaptou seu livro The Patchwork Girl of Oz em um filme dirigido por J. Farrell MacDonald. Dorothy foi representada no filme pela atriz Mildred Harris, que tinha apenas treze anos de idade.

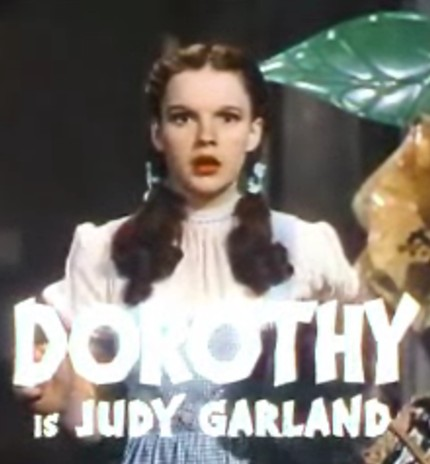
Judy Garland como Dorothy

Levado às telas em 1939, nos primórdios do cinema a cores, o filme The Wizard of Oz inicia-se em preto-e-branco e, a partir da chegada de Dorothy em Oz, as cores surgem. 
A adaptação comete algumas "infidelidades" com o livro, a exemplo dos sapatinhos prateados que Dorothy passa a usar em Oz. Mágicos, eles pertenciam à Bruxa Malvada do Leste, morta quando a casa cai-lhe sobre a cabeça: no filme, assumem a cor rubra, de forma tão marcante que passaram a ser símbolo de Oz, de Dorothy e da própria série. O homem de lata era um lenhador transformado pela bruxa que acabara perdendo todos os membros em acidentes em seu trabalho - tendo cada parte do corpo então substituída por outra feita de lata. Ele diz ser um homem de lata feito por um lenhador para trabalhar na floresta.
Dorothy é interpretada por Judy Garland, que recebeu um Óscar especial por esse trabalho. Shirley Temple chegou a ser cogitada para fazer o papel, mas a grande popularidade de Garland, bem como a sua semelhança com a personificação dada à pequena menina da roça pelo ilustrador William Wallace Denslow (compare as duas imagens deste verbete), fizeram com que esta fosse a escolhida. 
Ela foi interpretada por Fairuza Balk no filme da Disney de 1985, O Mundo Fantástico de Oz, sequência não oficial do filme de 1939.  
Em Oz: The Great and Powerful, as origens maternas de Dorothy são insinuada quando Annie (Michelle Williams) informa Oscar Diggs que o sobrenome de seu noivo é Gale.

### Televisão
A minissérie Tin Man de 2007 do Sci-Fi Channel, uma descendente de Dorothy é interpretada por Zooey Deschanel. 
Na minissérie de 2012, The Witches of Oz, Dorothy (interpretado por Paulie Rojas) é mostrada como uma escritora adulta que começa a recuperar suas memórias suprimidas de suas aventuras reais na Terra de Oz quando a Bruxa Má do Oeste planeja conquistar a terra de Oz.
Na 9ª Temporada de Supernatural, Dorothy (interpretada por Tiio Horn) aparece como uma caçadora do sobrenatural, filha de um membro dos Homens das Letras (que dentro do Universo da série é uma sociedade super secreta com conhecimento de séculos sobre lendas, anjos e demônios), e que para parar a Bruxa Má do Oeste, prende-se junto a ela em um frasco, até que ambas são liberadas por acidente por Dean Winchester, e ele, junto a seu irmão Sam, a Charlie, personagem recorrente da série, ajudam Dorothy a matar a Bruxa. No episódio, Dorothy tem o sobrenome Baum, e seria filha do escritor do livro The Wonderful Wizard of Oz, L. Frank Baum, que seria um Homem das Letras.

#### Once Upon a Time
Dorothy aparece nas terceira e quinta temporadas da série Once Upon a Time, onde ela é retratada como uma jovem adulta por Teri Reeves e como uma criança por Matreya Scarrwener. Dorothy do Kansas, é arrastada para Oz por um ciclone. Recolhida pelas protetoras de Oz, a irmandade de bruxas, ela vem para vê-las como uma família. Uma noite, ela é confrontada por Zelena, a Bruxa do Oeste (Rebecca Mader), enquanto recebe água de um poço. Zelena pretende se livrar de Dorothy como ela acredita que a menina está destinada a usurpar o seu lugar na irmandade. Em sua defesa, Dorothy joga um balde de água em Zelena; fazendo com que a bruxa para derreter. Glinda, a Bruxa do Sul (Sunny Mabrey), então oferece a ela para tomar o lugar de Zelena como a Bruxa do Oeste, mas Dorothy recusa; desejando apenas para voltar para casa. Com a ajuda de Glinda, ela é levada para ver o Mágico e é dada um par de chinelos de prata para viajar para qualquer mundo. Dorothy agradece ao Mágico de Oz (Christopher Gorham) e prossegue para bater os saltos dos chinelos três vezes para enviar a si mesma para casa. Somente após a partida da menina, Glinda descobre tarde demais que Zelena disfarçou-se como o Mágico, a fim de tirar Dorothy de Oz.
Ao voltar para Kansas, Dorothy diz a sua família sobre suas experiências em Oz. No entanto, a família não acredita nela, e tenta levá-la para um asilo. Sua tia, Emily Brown (Gina Stockdale) é a única pessoa que acredita nela, e se recusa a deixá-la ser levada. No entanto, tia Em morre e presenteia Dorothy com um cachorro chamado Totó antes que ela faz. Os anos passam e Dorothy volta a Oz. Ela descobre com os munchkins que Zelena ainda está viva e não mais com medo da bruxa, Dorothy vai para o palácio do tempo para impedir Zelena de roubar o cérebro do Espantalho (Paul Scheer) durante um tempo. Dorothy provoca Zelena sobre ter uma coisa que ela nunca vai obter, o amor do povo, e Zelena prepara uma bola de fogo para destruí-la. Totó, pulando para fora do saco, corre até as cortinas do palácio, enquanto Dorothy se desvia das bolas de fogo de Zelena, que atinge um guarda que se aproximava. Toto, em seguida, puxa uma corda, fazendo as cortinas cair sobre Zelena, que se atrapalha para se libertar. Enquanto ela está ocupada, Dorothy escapa do palácio com o Espantalho e seu cão. Mais tarde, ela e seus companheiros se escondem em uma casa de campo, mas Zelena finalmente encontra-los, depois de colocar um feitiço de rastreamento na bicicleta velha de Dorothy. Dorothy faz o seu melhor para proteger o Espantalho, mas Zelena acaba arrancando seu cérebro. Sem medo da bruxa, Dorothy provoca Zelena para fazer o seu pior, ostentando que ela nunca vai ter medo dela novamente. Zelena expressa breve interesse em sua atitude corajosa, querendo saber o que a fez mudar. No final, Zelena deixa Dorothy ilesa para que o povo de Oz ver que, por uma vez, a sua grande heroína fracassou.
Quando Zelena é banida de Oz, mais uma vez em um episódio mais tarde, ela rouba o cão de Dorothy, Toto. Quando Dorothy tenta resgatar Toto, Zelena a coloca sob uma maldição do sono e ela só pode ser acordada pelo beijo de amor verdaeiro. No final do episódio Ruby, Chapeuzinho Vermelho acorda Dorothy, dando seu beijo de amor verdadeiro e tornando-se o primeiro casal LGBT do show.